# Brian Rolle
Brian Rolle (Immokalee, 20 novembre 1988) è un giocatore di football americano statunitense che gioca nel ruolo di linebacker per i Pittsburgh Steelers della National Football League (NFL). Fu scelto nel corso del sesto giro (193º assoluto) del Draft NFL 2011 dai Philadelphia Eagles. Al college ha giocato a football all'Università statale dell'Ohio.

## Carriera professionistica

### Philadelphia Eagles
Rolle fu scelto dai Philadelphia Eagles nel corso del sesto giro del Draft 2011.  Divenne il linebacker nel lato debole titolare degli Eagles prima della settimana 4 e partì come titolare nelle successive 13 partite. Segnò il primo touchdown in carriera nella settimana 9, dopo che strappò il pallone dalle mani del running back dei Chicago Bears Matt Forté e lo ritornò fino alla end zone. Nella settimana 13 contro i Miami Dolphins mise a segno il primo sack in carriera. Fu svincolato dagli Eagles il 2 ottobre 2012 dopo aver disputato delle cattive prestazioni con gli special team.

### Pittsburgh Steelers
Il 9 gennaio 2013, Rolle firmò un contratto con i Pittsburgh Steelers.

## Vittorie e premi
Nessuno

## Statistiche
| Partite totali      | 20  |
| Partite da titolare | 13  |
| Tackle              | 58  |
| Sack                | 1,0 |
| Intercetti          | 0   |

Statistiche aggiornate alla stagione 2012